# Historia Raciąża
Istnienie wczesnośredniowiecznego grodu w Raciążu bardzo długo funkcjonowało jedynie we wspomnieniach lokalnej społeczności. Jedyne wzmianki o tak dawnych początkach miasta pochodziły z XIX wiecznych opracowań i dopiero po II wojnie światowej w okolicach miasta rozpoczęto badania archeologiczne, które potwierdziły istnienie grodu w miejscu nazywanym przez mieszkańców „Wodną Górą”. Ślady osadnictwa sięgają więc X wieku i jest bardzo prawdopodobne, że osadnictwo istniało tu jeszcze przed utworzeniem polskiej państwowości. Podczas badań odsłonięto przyziemia grodu, bardzo dobrze zachowane dzięki wilgotności gleby. Znaleziono także szczątki naczyń glinianych i wioseł.
Gród położony był nad rzeką Raciążnicą i w pierwszym okresie swojego istnienia głównym zadaniem jego mieszkańców było strzeżenie przepraw na rzece. Biegł tamtędy bowiem wczesnośredniowieczny szlak handlowy łączący Płock z Ciechanowem.
Gród na Wodnej Górze miał charakter obronny, miał prawdopodobnie owalny kształt i był otoczony wałem zbudowanym z izbic, charakterystycznym dla państw słowiańskich. Stacjonowała w nim silna załoga, a sam gród zapewne wielokrotnie był palony i odbudowywany. W tamtych czasach gród otaczały wsie służebne, które dostarczały rozmaitych produktów.
Sytuacja ta zmieniła się nieco w XI wieku, kiedy to na Mazowszu poczęto karczować lasy i tworzyć pola uprawne, co sprzyjało osadnictwu i powodowało rozwój grodów mazowieckich.
Ostateczny upadek grodu na Wodnej Górze nastąpił prawdopodobnie w XIII wieku, a jego przyczyną była zmiana sposobu walki, a także niezdolność utrzymywania grodów obronnych przez księstwa rozbiorowe. W miejsce grodu na Wodnej Górze powstał drewniany zamek kasztelański, a w jego pobliżu średniowieczne miasto.
Pierwsze wzmianki pisane na temat Raciąża możemy znaleźć w Falsyfikacie Mogileńskim na którym widnieje data 11 IV 1095, a który istotnie powstał prawdopodobnie w 1155 roku.

## Kasztelania raciąska
W XIII wieku kasztelania raciąska należała do najważniejszych na Mazowszu. W jej granicach leżały okoliczne lasy, wody, pola uprawne i osiedla, a rezydujący w niej kasztelan odpowiedzialny był za obronę grodu, władzę sądową (do 1454 roku), pobierał daniny. Kasztelanowie nominowani byli przez króla i należeli do grona jego doradców, przewodzili oni także pospolitemu ruszeniu, aż do chwili przekazania go pod dowództwo wojewody. Kasztelan raciąski miał do swojej dyspozycji straż grodową i nosił tytuł pana raciąskiego.

## XIV-XV Wiek

### Wiek XIV
Już w XIII wieku w Raciążu odbywały się targi, na które ściągali kupcy i lokalna ludność. Targi te miały istotny wpływ na rozwój miasta. Na okolicznych terenach coraz chętniej osiedlali się chłopi, a istniejący w mieście cech tkaczy przyciągał kupców, którzy chętnie nabywali tu wysokiej jakości płótno i sukno. Istotną gałęzią przemysłu miasta była także produkcja żelaza. Aż do XVI wieku w okolicach miasta występowała ruda darniowa, z której pozyskiwano surowiec do produkcji narzędzi.
Miasto było własnością księcia mazowieckiego i należało do księstwa mazowieckiego, które, choć pozostające lennem polskim, starało się prowadzić własną politykę międzynarodową. Jeszcze przed nadaniem aktu lokacyjnego istniał w nim sąd miejski, do którego kandydatów wyznaczał sam książę. Dowodzi to istnienia samorządu miejskiego przed nadaniem praw miejskich.

### Wielka wojna z zakonem krzyżackim
W drugiej połowie XIV wieku rozpoczął się okres w którym miasto osiągnęło największe znaczenie w swojej historii. Sprzyjały temu rządy książąt mazowieckich Ziemowita III i Ziemowita IV, którzy dążyli do utrzymania odrębności księstwa i wzrostu jego znaczenia międzynarodowego. Zwłaszcza ten drugi starał się nie opowiadać po żadnej ze stron konfliktu polsko-krzyżackiego, a nawet być kimś w rodzaju pośrednika. Dlatego właśnie 22 maja 1404 roku doszło w Raciążu do kilkudniowego spotkania Króla Polski Władysława Jagiełły, pełnomocników Księcia Litewskiego Witolda i wielkiego mistrza zakonu krzyżackiego Konrada Jungingena. Podczas tej narady podpisano akt pokoju, który miał uspokoić stosunki polsko-litewsko-krzyżackie. Spokój trwał jednak krótko i już niebawem rozpoczęła się wielka wojna. Miejscowa legenda głosi, że droga wojsk polsko-litewskich pod Grunwald wiodła przez Raciąż. Istnieje również przekonanie, że król Jagiełło spędził noc w mieście. Nie jest to prawda. Król Jagiełło do wyboru miał dwie trasy. Krótszą wiodącą właśnie przez Raciąż i Radzanów, która jednak wiązała się z wieloma trudnościami, takimi jak przeprawa przez Raciążnicę (na której nie było mostów) i Wkrę, zabagnione tereny wokół miasta, oraz pasmo wydm. Wybrał więc drogę krótszą przez Jeżewo. Po zwycięstwie grunwaldzkim wojna się zakończyła, choć strona polska nie wykorzystała do końca zwycięstwa. Nowy Wielki Mistrz Zakonu Krzyżackiego Henryk von Plauen wypomniał to królowi polskiemu na kolejnym spotkaniu w Raciążu 8 XII 1410 roku, o czym informuje nas Jan Długosz. Z informacji tej dowiadujemy się, że pozycja miasta była znacząca, skoro regularnie odbywały się w nim spotkania międzynarodowe.

### Lokacja Raciąża
Gwałtowny rozwój Raciąża rozpoczął się 29 grudnia 1425, kiedy to od księcia Ziemowita IV otrzymał przywilej lokacyjny. Umożliwiało to większe możliwości rozwoju, a także podnosiło prestiż miasta. Ponadto lokacja sprzyjała rozwojowi rzemiosła, zachęcała mieszkańców do pracy zawodowej w mieście.
Lokacja porządkowała również układ przestrzenny miasta. Wyznaczono grunty miejskie oraz miejsca przeprawy przez rzeki, układ ten utrzymał się do dziś. Lokacja spowodowała również powstanie rynku, który ulokowany został przy głównej drodze i należał do większych w tamtym okresie. Wyznaczono również miejsce na budowę kościoła, oraz plac kościelny.
W wyniku lokacji nastąpił gwałtowny napływ osadników, którzy otrzymywali wolność osobistą.
Prawa nadane lokacją zostały potwierdzone przez nowego księcia mazowieckiego w 1439 roku.

### Wiek XV
Druga połowa XV wieku to przede wszystkim ograniczenie władzy wójta raciąskiego na rzecz rady miejskiej i przejście miasta na własność króla polskiego. W 1495 Jan Olbracht wcielił ziemię płocką do Korony i w ten sposób Raciąż stał się własnością królów. Ci rozdawali dobra koronne aby zdobyć popularność i tym sposobem Raciąż znalazł się w dzierżawie kanclerza Kościoła Płockiego Mikołaja Kossobudzkiego.

## XVI-XVIII Wiek

### Raciąż własnością biskupów płockich
1512 rok to kolejna ważna data w dziejach Raciąża. W roku tym biskup płocki, Erazm Ciołek, zamienił swoje dobra w województwie królewskim na Raciąż, należący do tej pory do króla. Zamiana nie została dokonana od razu, ale w roku 1519 właścicielem Raciąż był już biskup płocki. Od tej pory miasto było własnością każdego następnego biskupa płockiego. Mniej więcej w tamtym czasie utworzono również województwo płockie oraz powiat raciąski, jeden z najliczniejszych w województwie. Raciąż stał się miejscem zbrojnych popisów pospolitego ruszenia z województwa płockiego, które były swego rodzaju manewrami wojskowymi tamtych czasów. Pokazy te odbywały się 23 IV w czasie odpustu raciąskiego.

### Sejmiki województwa płockiego
Raciąż stanowił centralny powiat województwa płockiego. Był to czynnik, który obok wielu innych podnosił jego znaczenie w regionie. Z tego też powodu to właśnie w Raciążu odbywały się sejmiki, na które zjeżdżała się szlachta z całego województwa. Pierwszy taki zjazd odbył się 14 I 1512 roku. Sejmik odbywał się w kościele parafialnym, a czasem na przykościelnym cmentarzu. Zdarzało się, że obrady były burzliwe, a sejmik zrywano. okres obrad stawał się prawdziwym świętem miasta. Przed kościołem pojawiały się kramy, a właściciele szynków odnotowywali ogromne zyski. Niemniej jednak sejmiki były uciążliwe dla zwyczajnych mieszkańców.

### Upadek miasta
Raciąż zaczął upadać w połowie XVII wieku. Za początek upadku możemy uznać najazd szwedzki w 1655 roku. Właśnie wtedy zburzony został drewniany zamek raciąski, powstały prawdopodobnie w XVI wieku oraz zdewastowany został kościół. Miasto opuściła większa część jego mieszkańców, czemu przyczyniła się też epidemia, która wybuchła w 1661 roku. Następne lata nie były lepsze. Mieszkańcy miasta pozostawieni sami sobie nie potrafili odbudować struktur miejskich, nie uiszczali podatków i nie uprawiali roli. Wielu za to przenosiło się do okolicznych osad wiejskich, rozwinęło się osadnictwo puszczańskie.
Kolejne kroki na drodze do upadku nastąpiły na początku XVIII wieku. Wtedy właśnie rozegrała się wielka wojna północna, której działania w dużej mierze odbywały się na terenach polskich. Raciąż znów znalazł się w rękach Szwedzkich. W okresie tym na Mazowszu pojawiła się zaraza i głód.

### Wiek XVIII
Panowanie króla Augusta III Sasa to okres względnego spokoju z zewnątrz. W tym też okresie mieszkańcy Raciąża podjęli próby polepszenia warunków życia w mieście. Z ich to inicjatywy biskup płocki wystąpił do króla o potwierdzenie przywilejów miejskich, co król uczynił 12 XI 1740 roku. Potwierdzone zostały wszystkie przywileje oraz nadano kilka nowych, ale odbudowa była powolna i trudna. U progu drugiej połowy XVIII wieku w Raciążu mieszkało1266 mieszkańców w 132 domach.
Po I rozbiorze Polski Raciąż w dalszym ciągu pozostawał w granicach państwa i był własnością biskupów płockich, ale miało to trwać krótko. II rozbiór przyniósł kolejne okrojenie państwa, w wyniku którego granica polsko-pruska przebiegała kilka kilometrów od Raciąża. Wtedy też wybuchła insurekcja kościuszkowska, podczas którego w Raciążu mieściła się Komisja Porządkowa Cywilno-Wojskowa. Przez Raciąż maszerowały też wojska brygadiera Madalińskiego.
W wyniku III rozbioru Raciąż odebrany został biskupom płockim i znalazł się w zaborze pruskim.

## Raciąż w okresie porozbiorowym

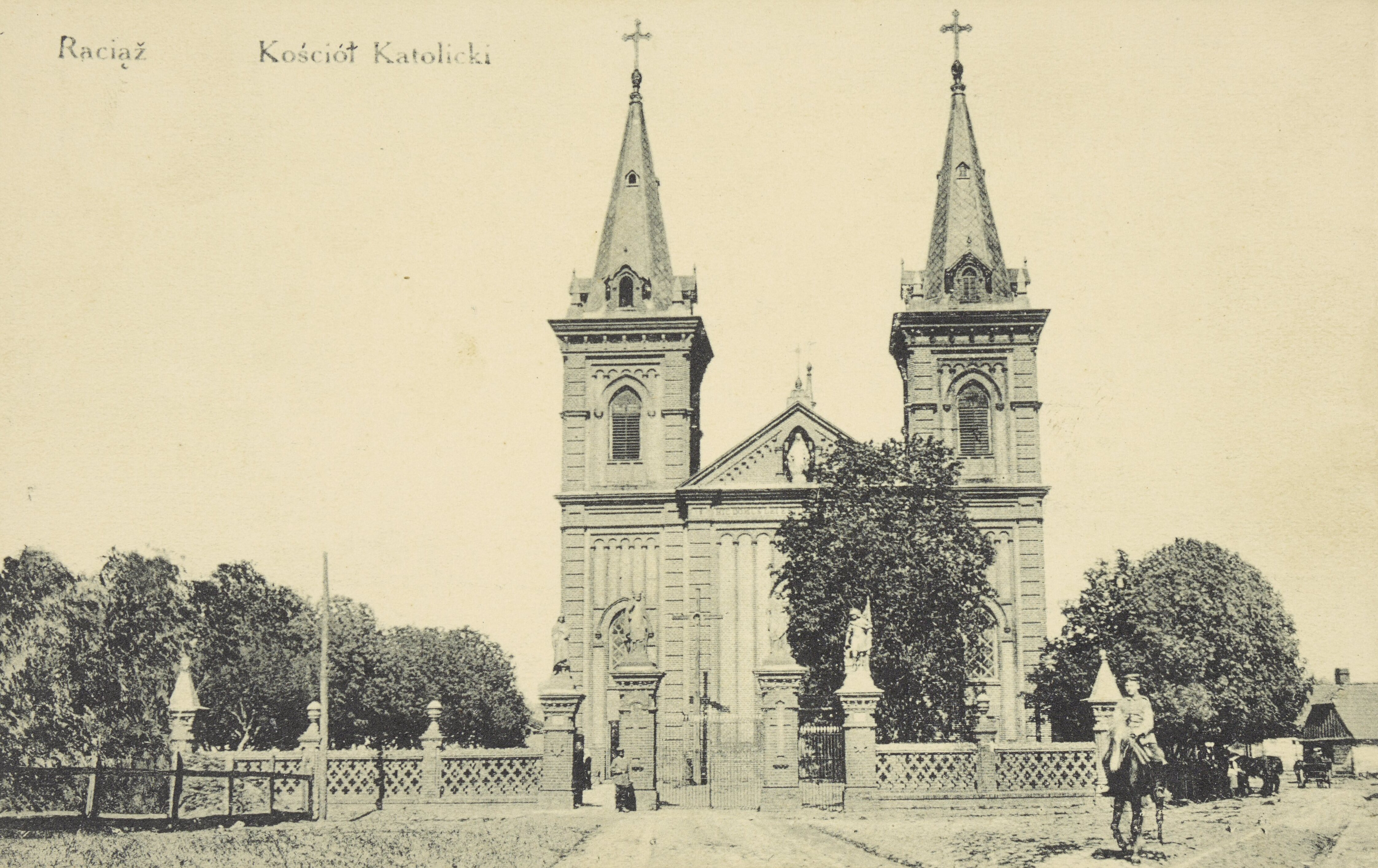
Kościół na fotografii z około 1915 r.

### Raciąż w zaborze pruskim
Ziemie zaboru pruskiego zostały podzielone na departamenty, Raciąż znalazł się w departamencie płockim, w powiecie mławskim, stracił więc status miasta powiatowego, stworzono w nim natomiast magazyn wojskowy. Wtedy też władze poczęły przesiedlać Żydów na tereny zaboru, zaczęli oni osiedlać się równie w Raciążu.

### Okres napoleoński
W 1806 roku wojska Napoleona zajęły tereny zaboru pruskiego. Jego żołnierze dotarli również do Raciąża. Francuzi dokonali kilku zniszczeń w mieście, a mieszkańcy zostali obciążenie podatkami na utrzymanie armii francuskiej. Utworzone zostało wtedy Księstwo Warszawskie, w skład którego wszedł Raciąż, choć znów nie stał się miastem powiatowym. W 1811 roku przez tereny mazowieckie, również przez Raciąż, maszerowała armia Napoleona ciągnąca na wojnę z Rosją. Rok później tymi samymi drogami powracały niedobitki armii, a niewiele później Raciąż znalazł się pod okupacją wojsk rosyjskich.

### Czasy Królestwa Polskiego
W czasach Królestwa Polskiego Raciąż w dalszym ciągu należał do powiatu mławskiego. Władzę w mieście sprawowała Komisja Województwa Płockiego, w imieniu której władzę sprawował burmistrz. W 1837 roku w wyniku nowego podziału administracyjnego Raciąż znalazł się w guberni płockiej. W tamtym okresie w mieście mieszkało około 1200 mieszkańców i działały garbarnie, choć w dalszym ciągu najwięcej ludzi utrzymywało się z rolnictwa i rzemiosła.

### Powstanie listopadowe (bitwa pod Raciążem)
Wybuch powstania listopadowego w 1830 roku spowodował wybuch wojny polsko-rosyjskiej. Walki trwały na terenie całego Królestwa Polskiego, również na terenie ziemi płockiej. Wojska rosyjskie dotarły do miasta i zatrzymały się w nim na pewien czas. Dowiedziawszy się o tym dowództwo polskie wysłało dywizję piechoty pod dowództwem gen. Milberga aby zaatakowała Rosjan. W tamtym czasie w Raciążu stacjonował główny dowódca wojsk Rosyjskich feldmarszałek Iwan Paskiewicz, opuścił on jednak miasto szybko, udając się do zdobytego właśnie Płocka. W mieście pozostało jednak 6250 żołnierzy. 23 VII 1831 roku w okolice Raciąża dotarło wojsko powstańcze. Podzieliła się ona na dwie grupy, pierwsza pod dowództwem pułkownika Mycielskiego odcięła drogę straży przedniej wojsk rosyjskich w okolicy Ciecierska. Została tam stoczona bitwa, której wynik nie jest dziś znany, wiadomo natomiast, że siły polskie liczyły 700 jeźdźców, a straty jej wyniosły 127 ułanów. Druga grupa wojsk polskich pod dowództwem generała Turno ruszyła w stronę miasta, aby związać siły rosyjskie do czasu przybycia posiłków. Do spotkania wojsk doszło w okolicy Witkowa, gdzie stoczona została kilkugodzinna bitwa. Generał Turno zdołał odeprzeć ataki Rosjan, a nawet zmusić ich do wycofania się w stronę Wkry. Następnego dnia do Raciąża dotarły posiłki polskie, ich spóźnienie spowodowane było fatalnym stanem dróg. Podczas bitwy miasto doznało poważnych zniszczeń. Zniszczono  między innymi dwa mosty. W bitwie zginął pułkownik Drucki-Lubecki, którego upamiętnia płyta w kościele parafialnym.

### Pozbawienie praw miejskich
Odbieranie miastom praw miejskich było rzeczą normalną w zaborze rosyjskim. Zjawisko to nasiliło się jeszcze po 1864 roku, po upadku powstania styczniowego. W Raciążu początkowo ograniczono jedynie uprawnienia samorządu miejskiego. Jako argument za pozbawiania praw miejskich podawano walkę z alkoholizmem (tylko miasta miały prawo organizować targi i jarmarki) a także fakt, że małe miasteczka nie potrafią utrzymać własnej administracji miejskiej. W Królestwie Polskim pozbawiono praw miejskich 336 miejscowości w tym Raciąż, które zdegradowano do rangi osiedla. Raciąż pozbawiono praw miejskich w 1869 roku. Stagnacja miasta trwała aż do 1918 roku.

## Lata 1918-1939

### Wojna polsko-bolszewicka
Niedługo po odzyskaniu niepodległości państwo polskie musiało stoczyć wojnę o jej utrzymanie. Wojna polsko-bolszewicka z lat 1919-1920 stanowiła ważny punk w historii narodu. Armia Czerwona pod dowództwem Michaiła Tuchaczewskiego dotarła do Wisły i w okolicy Warszawy planowała przełamać ostatni punkt obrony polskiej. Tuchaczewski planował zaatakować warszawę od strony Płocka. Strona polska umocniła front na całej linii Wisły. w rejonie Ciechanów – Mława – Modlin stacjonowała 5 armia pod dowództwem generała Sikorskiego. W szeregach tej armii działała 18 dywizja piechoty stacjonująca w Raciążu. Już 11 VIII wojska Rosyjskie wkroczyły do Raciąża, skąd ruszyły na Płock. 14 VIII generał Sikorski nasilił ataki w rejonie Wkry. 15 VIII natarcie bolszewików zostało złamane, a Polacy przeszli do kontrataku. Walki ciągle trwały jednak w różnych rejonach frontu między innymi pod Płockiem, Ciechanowem, Mławą, Sierpcem i Raciążem. Walki zakończyły się 24 VIII, a w ciągu ich trwania Raciąż wielokrotnie zdobywany był przez stronę bolszewicką i polską, a samo miasto uległo zniszczeniu.

### Odzyskanie praw miejskich
Po odzyskaniu przez Polskę niepodległości w 1918 roku Raciąż wszedł w skład województwa warszawskiego, powiatu sierpeckiego. W całym kraju rozpoczął się proces reorganizacji podziału administracyjnego. W ramach tej akcji władze zdecydowały przywrócić Raciążowi prawa miejskie, co nastąpiło 1 lipca 1922 roku.

### Społeczność żydowska w Raciążu
Okres porozbiorowy sprawiły, że w Raciążu chętnie osiedlali się Żydzi. W 1921 roku stanowili oni 37% ogółu mieszkańców. Posiadali oni w mieście dom modlitewny i stanowili istotną część społeczeństwa. W latach trzydziestych w całej Polsce nasilił się antysemityzm, co było efektem kryzysu gospodarczego. W Raciążu doszło do wystąpień antysemickich, z których najpoważniejsze miało miejsce w czerwcu 1935 roku.

## Okres II wojny światowej
We wrześniu 1939 roku państwo polskie znalazło się pod okupacją III Rzeszy. Mazowsze włączone zostało do Generalnego Gubernatorstwa. Raciąż znalazł się w Rejencji Ciechanowskiej, a władze III Rzeszy chciały nadać mu niemiecki charakter. Z uwagi na dużą liczbę Żydów w mieście Niemcy zajęli się stosunkowo szybko ich eksterminacją – już w listopadzie 1939 roku. Żydów zgromadzono w miejscowej synagodze, a następnie rozpoczęły się deportacje. W mieszkaniach przeprowadzono rewizje. Poczęto też rozbiórkę domów żydowskich. Część Żydów znalazła się w płońskim getcie, a większość wywieziono. Wielu jednak znalazło schronienie w okolicznych wsiach, gdzie ukrywani byli przez polskie rodziny. Synagogę zmieniono na magazyn płodów rolnych.
W 1942 roku na terenie Raciąża działalność rozpoczęła Polska Partia Robotnicza, która zorganizowała czyn zbrojny, a w 1943 roku oddziały podporządkowane Armii Krajowej. Były to jednak niewielkie grupy. Charakter miasta i okolic sprawił, że najbardziej liczyły się grupy samoobrony chłopskiej. Działały tu Bataliony Chłopskie.
Niemcy zostali przepędzeni z Raciąża 19 stycznia. Do dziś nazwę taką nosi jedna z ulic miasta.